# Benjamin Carroll Tharp
Benjamin Carroll Tharp  ( Pankey, Grimes, Texas, 16 de noviembre de 1885 - 29 de noviembre de 1964, Austin) fue un botánico y docente estadounidense. Hijo de Edwin Harris y de Angelina Victoria McJunkin.
Se educa en el "Instituto Normal Sam Houston" en 1908, graduándose en 1910. Ingresa a la Universidad de Texas en 1911, recibiendo su B.A. en 1914, un M.A. en 1915. Trabaja como fitopatólogo en el Departamento de Agricultura de Texas, de 1915 a 1917; y profesor asociado de Biología en Sam Houston desde 1917 a 1919, cuando ingresa a la Facultad de la Universidad de Texas como instructor en Botánica. Trabaja en la prospección ecológica en 1921, en relación con la edad de los árboles a lo largo del río Red, contribuyendo al asentamientos en la frontera Texas-Oklahoma en disputa. Tharp recibe su Ph.D. en 1925 de la U. de Texas y ese año es nombrado profesor asociado ; siendo profesor ordinario en 1933 hasta su retiro en 1956, siendo nombrado profesor emérito. Fue además vicedecano del Colegio de Artes y Ciencias de 1928 a 1934.
Los estudios de la flora de Texas fueron esencialmente como de un naturalista, y es probable que conociese la vegetación regional mejor que cualquiera de su época. Fue director del Herbario de la U. de Texas de 1943 a 1956, y de resultas de los estudios y colecciones de la flora de Texas resultaría en publicaciones que influencerían a escritores como Roy Bedichek, J. Frank Dobie, y Walter P. Webb. Su primer tratado de la flora de Texas fue "The Structure of Texas Vegetation East of the 98º Meridian," publicado en el "Boletín Universidad de Texas, en 1926.
Luego uno más extenso: The Vegetation of Texas, 1939. "A Pollen Profile from a Texas Bog," en conjunto con J.E. Potzger de "Butler University" en 1947, siendo uno de los primeros estudios en el sur de EE. UU. para determinar derivas vegetacionales y cambios climáticos a través del uso de secuencias de perfiles de polen. Su última e importante obra fue Texas Range Grasses de 1952.
Fue coeditor de Mary S. Young en el "J. of botanical explorations in Trans-Pecos Texas", publicado en el "Southwestern Historical Quarterly" en 1962. Tharp, que ya era llamado el "padre de la Ecología de Texas" fue miembro de la "Texas Academy of Science" y miembro de otras sociedades científicas estatales y nacionales. Fue del Partido Demócrata, masón, y diácono de la "University Baptist Church" en Austin.
Se casa con Norris Ophelia Wallis el 16 de septiembre de 1914; teniendo dos hijos. Fallece en Austin el 29 de noviembre de 1964, y se encuentra enterrado en el "Austin Memorial Park".

## Otras publicaciones
- benjamin carroll Tharp. 1952. Texas range grasses. Editor University of Texas Press, 125 pp.

- ------------------------------------. 1926. Structure of Texas vegetation east of the 98th meridian. N.º 2606 de University of Texas bull. Editor The University, 97 pp.

- La abreviatura «Tharp» se emplea para indicar a Benjamin Carroll Tharp como autoridad en la descripción y clasificación científica de los vegetales.[1]